# Synaphea sparsiflora
Synaphea sparsiflora är en tvåhjärtbladig växtart som beskrevs av Alexander Segger George. Synaphea sparsiflora ingår i släktet Synaphea och familjen Proteaceae. Inga underarter finns listade i Catalogue of Life.